# SEPTA
사우스이스턴 펜실베이니아 트랜스포테이션 오소리티(영어: Southeastern Pennsylvania Transportation Authority, SEPTA)는 미국 펜실베이니아주 필라델피아를 중심으로 지하철, 근교 전철, 노면 전차, 버스 등의 사업을 전개하는 대중 교통 네트워크이다. 대한민국에서는 펜실베이니아 남동교통국 등으로 번역되기도 한다. 또한 간단히 펜실베이니아 교통국이라고 번역되기도 하나, 이 표현은 엄연히 틀린 표현이다. Pennsylvania Department of Transportation 참조하면 된다.

## 운행 노선

### 지하철
SEPTA는 필라델피아 시내에 3개의 지하철 노선이 있다.

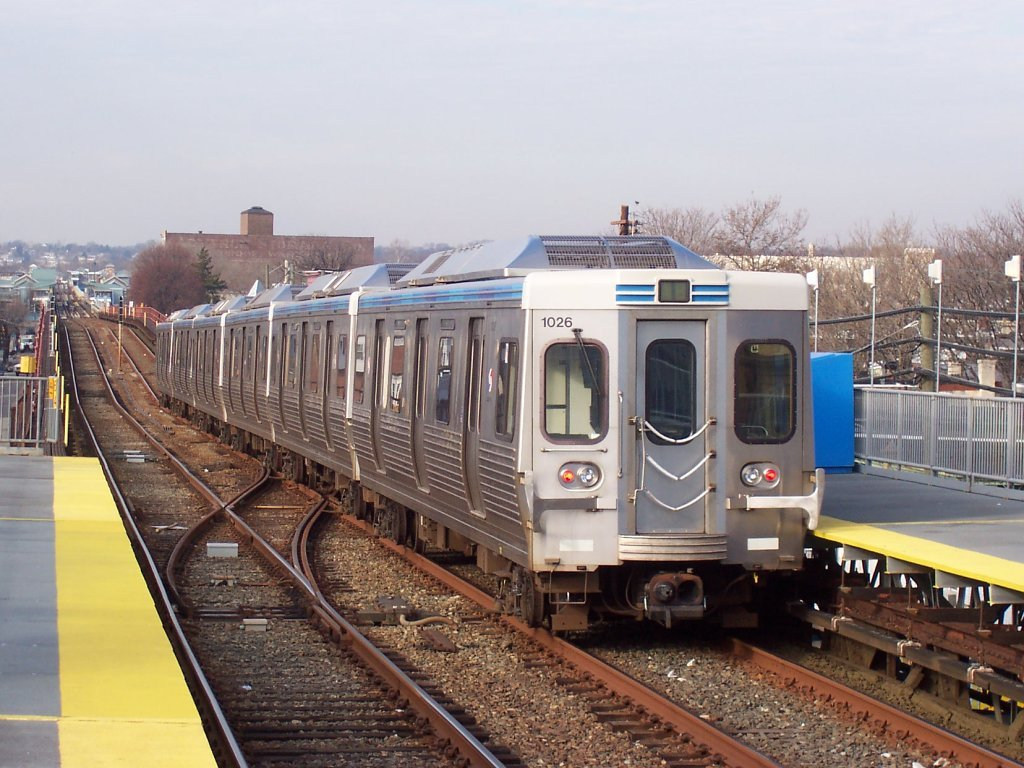
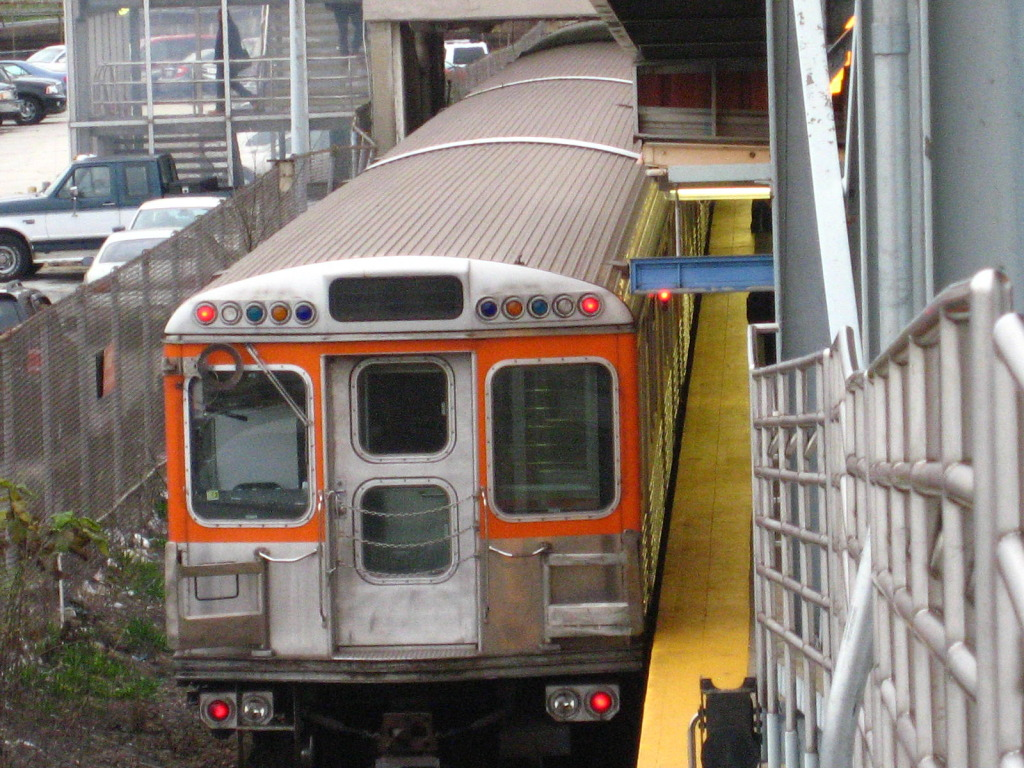

- 마켓 프랭크포드 선
- 브로드 스트리트 선
  - 브로드 리지스퍼 선

### 통근열차
필라델피아의 30th 스트리트 역과 마켓 이스트 역을 중심으로 총 7개의 노선이 운영되고 있으며, 구 R2, R5 및 R7 선은 암트랙과 노선을 공유하고 있다. 이 노선에는 필라델피아와 교외를 연결하는 통근열차가 운행하고 있다. 또한 공항 선은 필라델피아 시티 센터와 필라델피아 국제공항 터미널을 왕복한다.

### 전차및경전철
현재 6개의 전차와 3개의 경전철 노선이 있다. 이 중 루트 100,101 및 102 노선은 필라델피아 교외를 운행하고 있다.

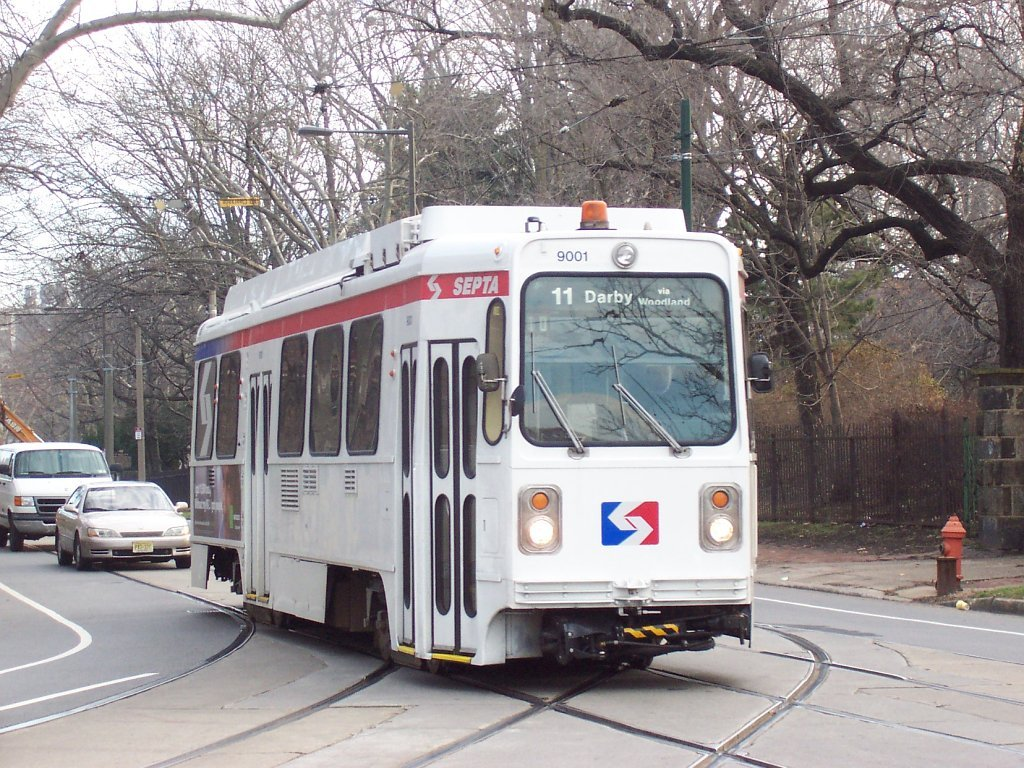
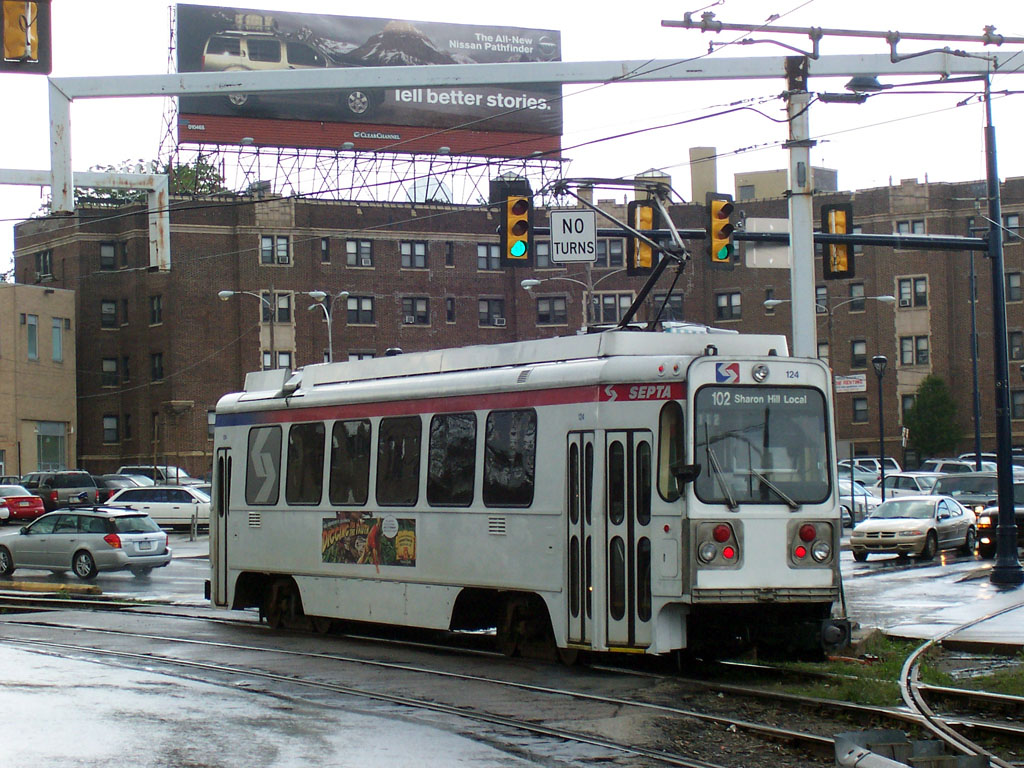
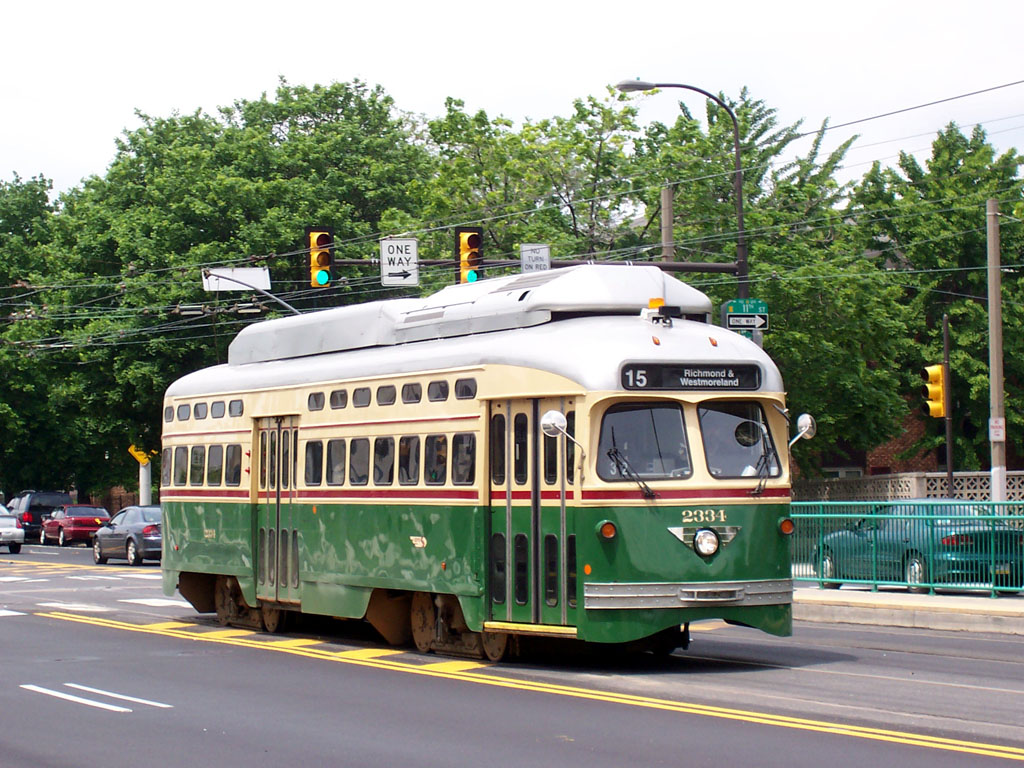
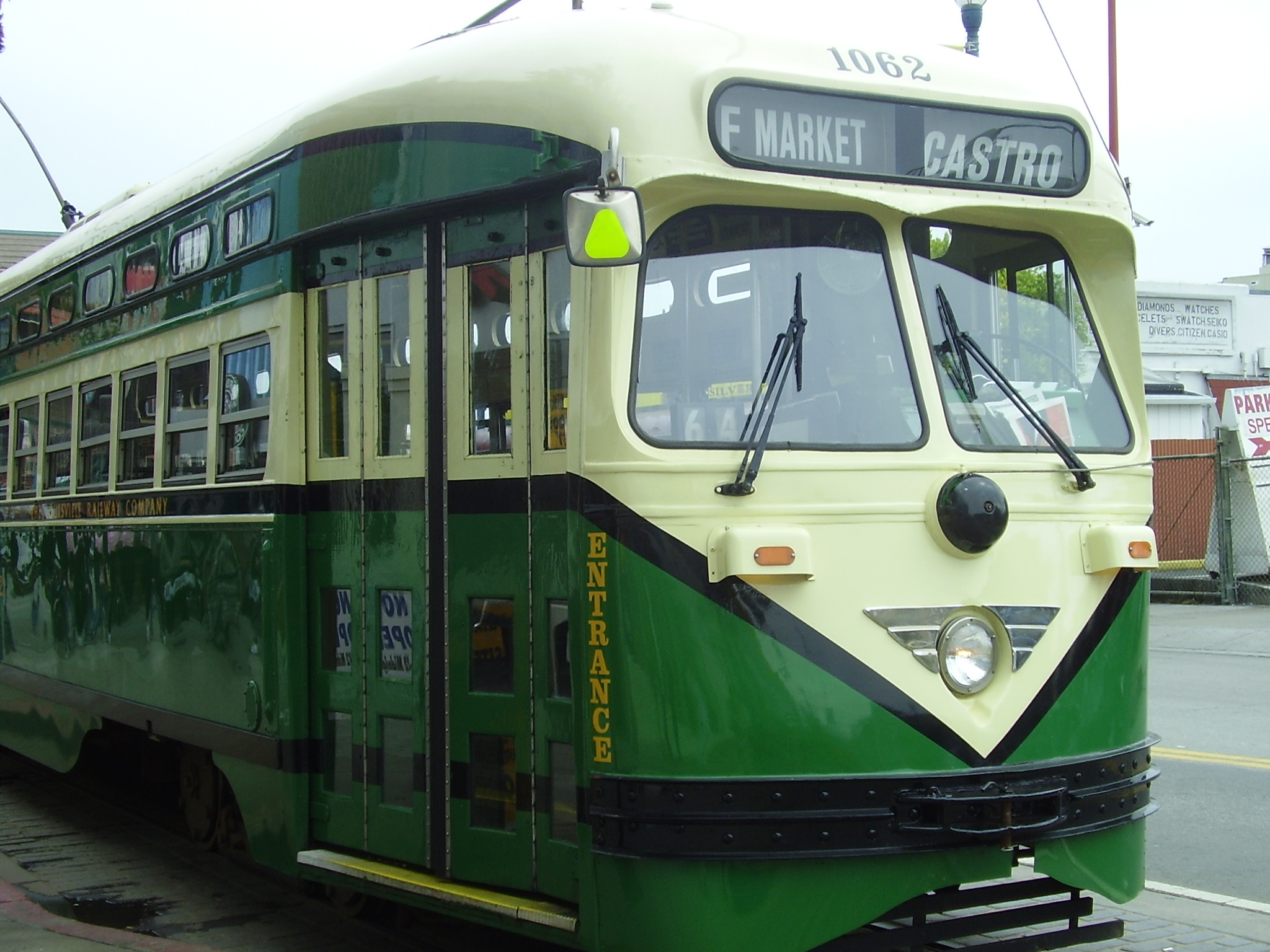

### 심야버스
심야 0시부터 새벽 5시까지 시장 마켓 프랭크포드 선과 브로드 스트리트 선 노선에 따라서 형태로 심야버스를 운행하고 있다. 이처럼 지하철과 심야버스를 운행하면서 24시간 영업을 유지하고 있다.

## 사진

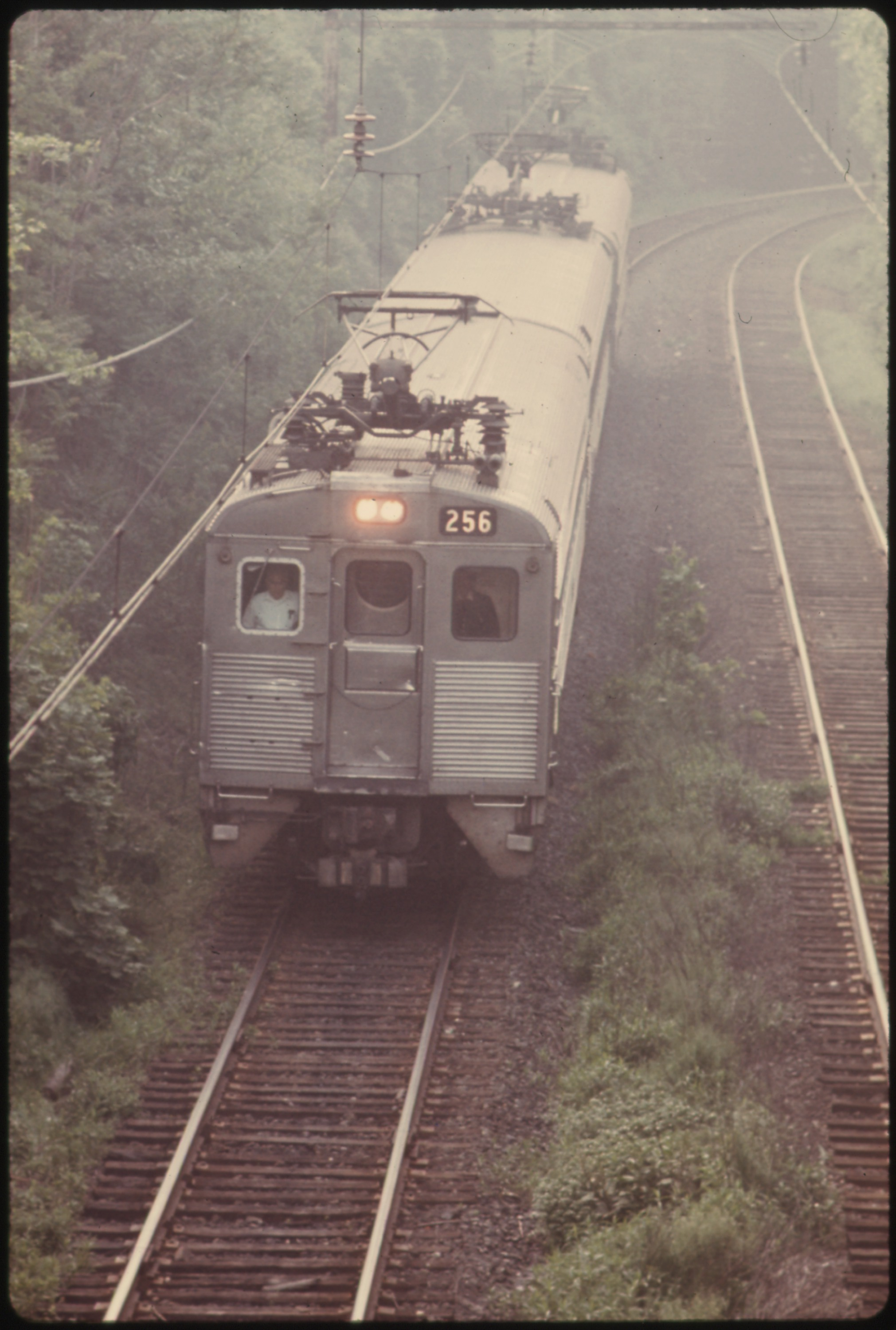
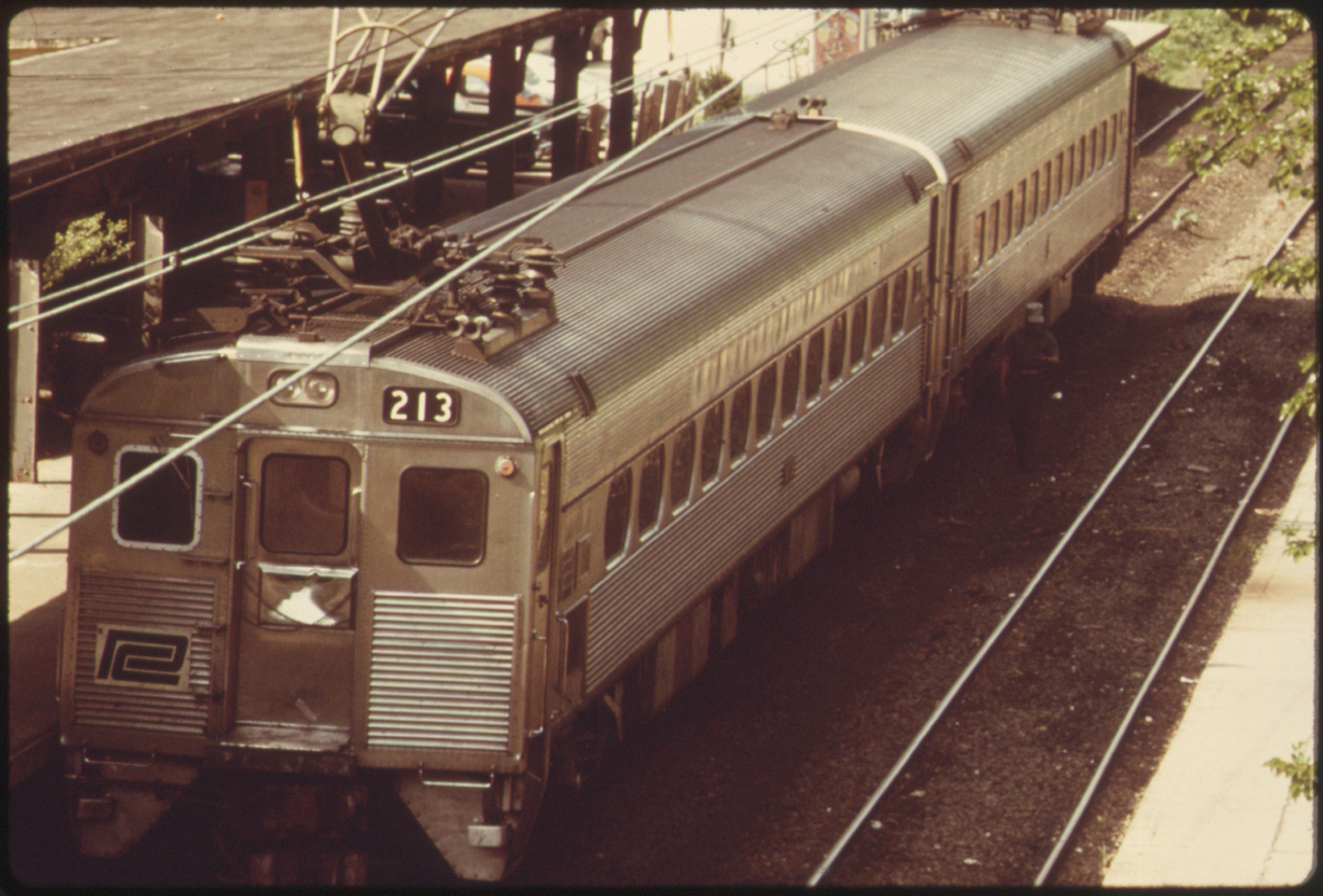
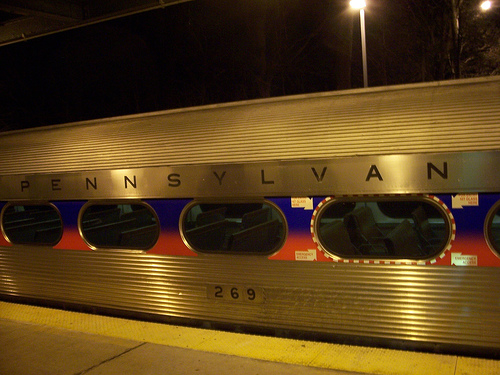
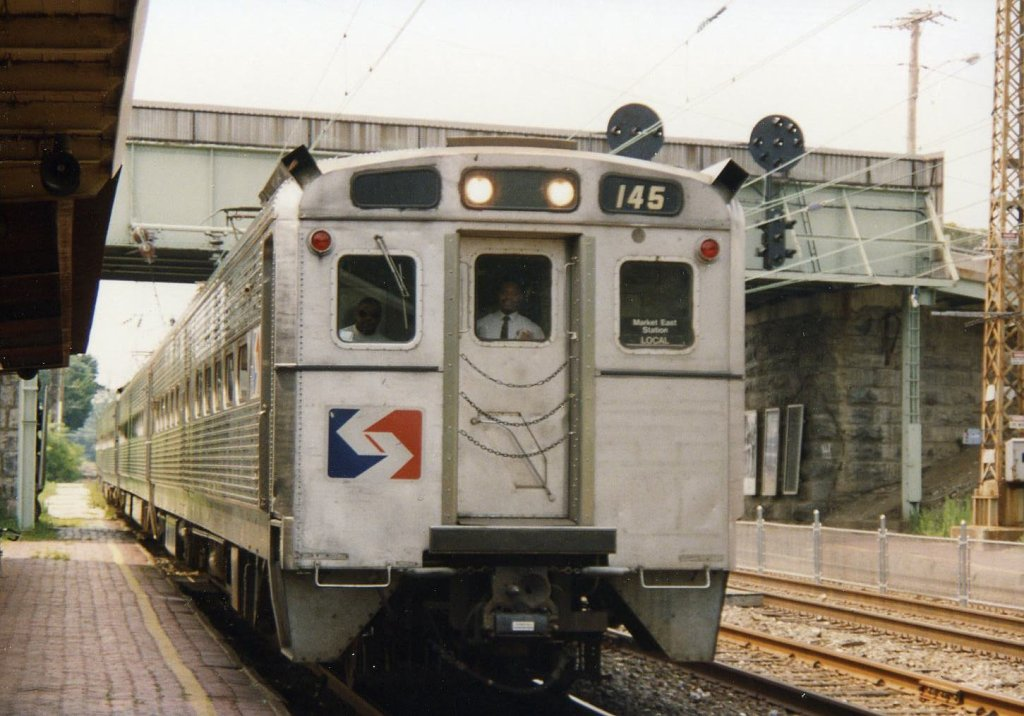
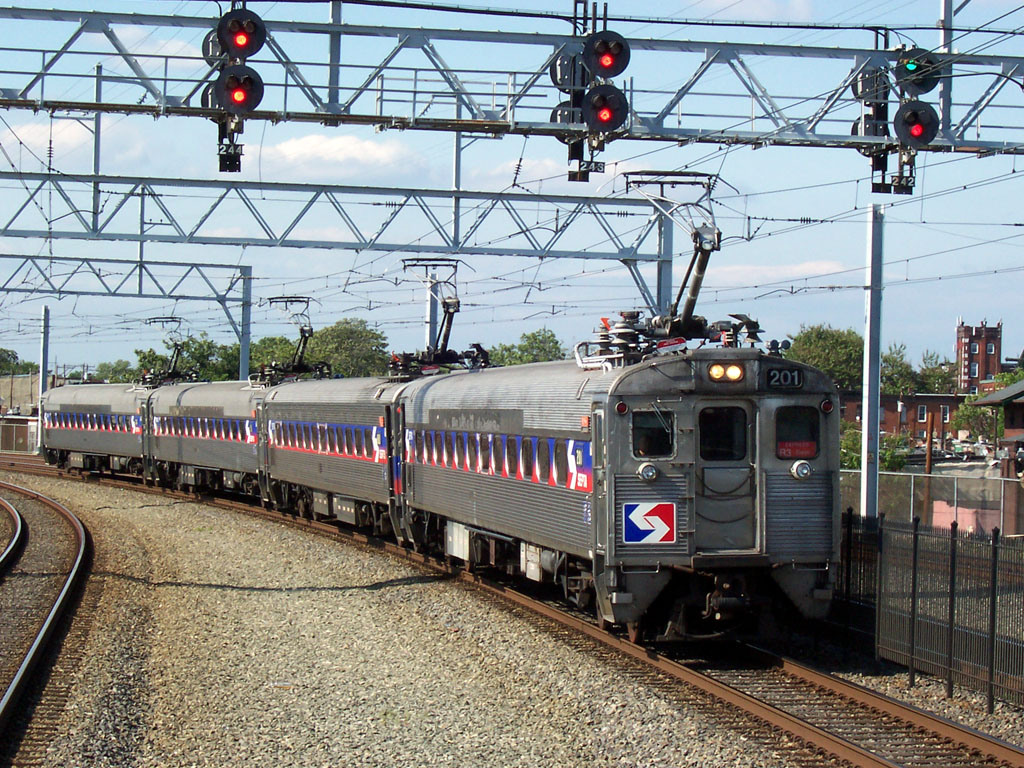
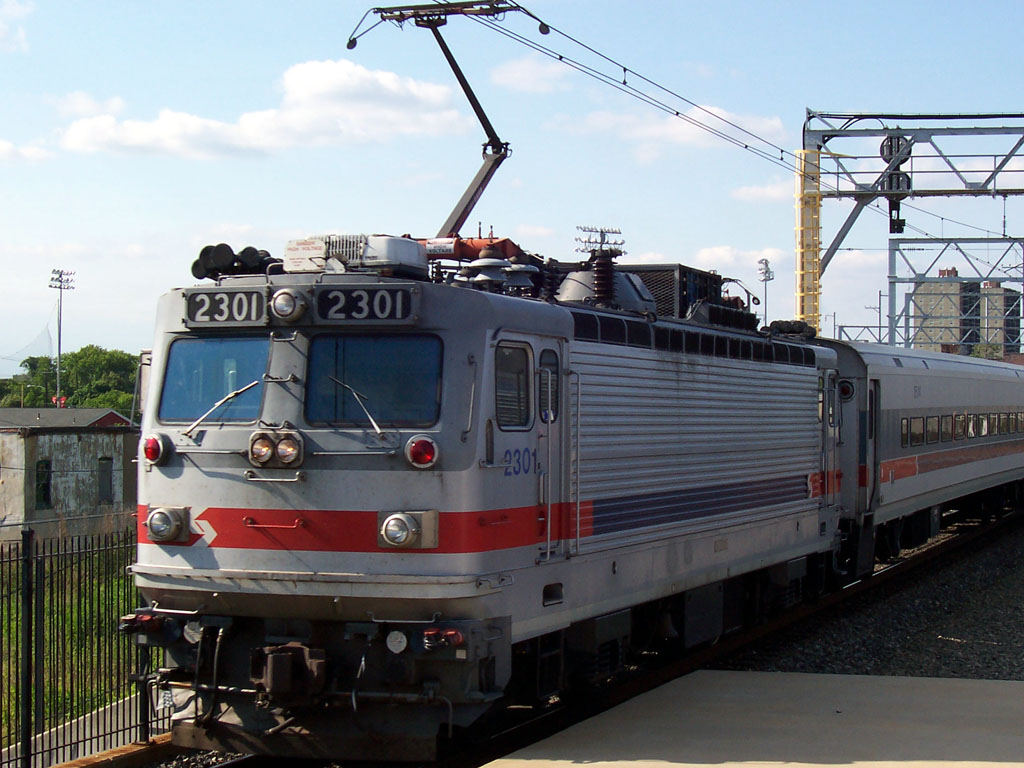
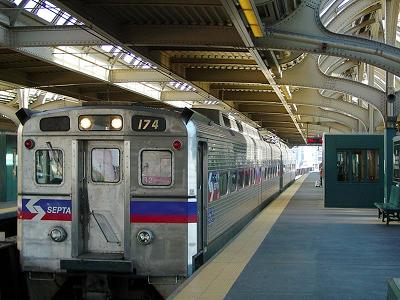
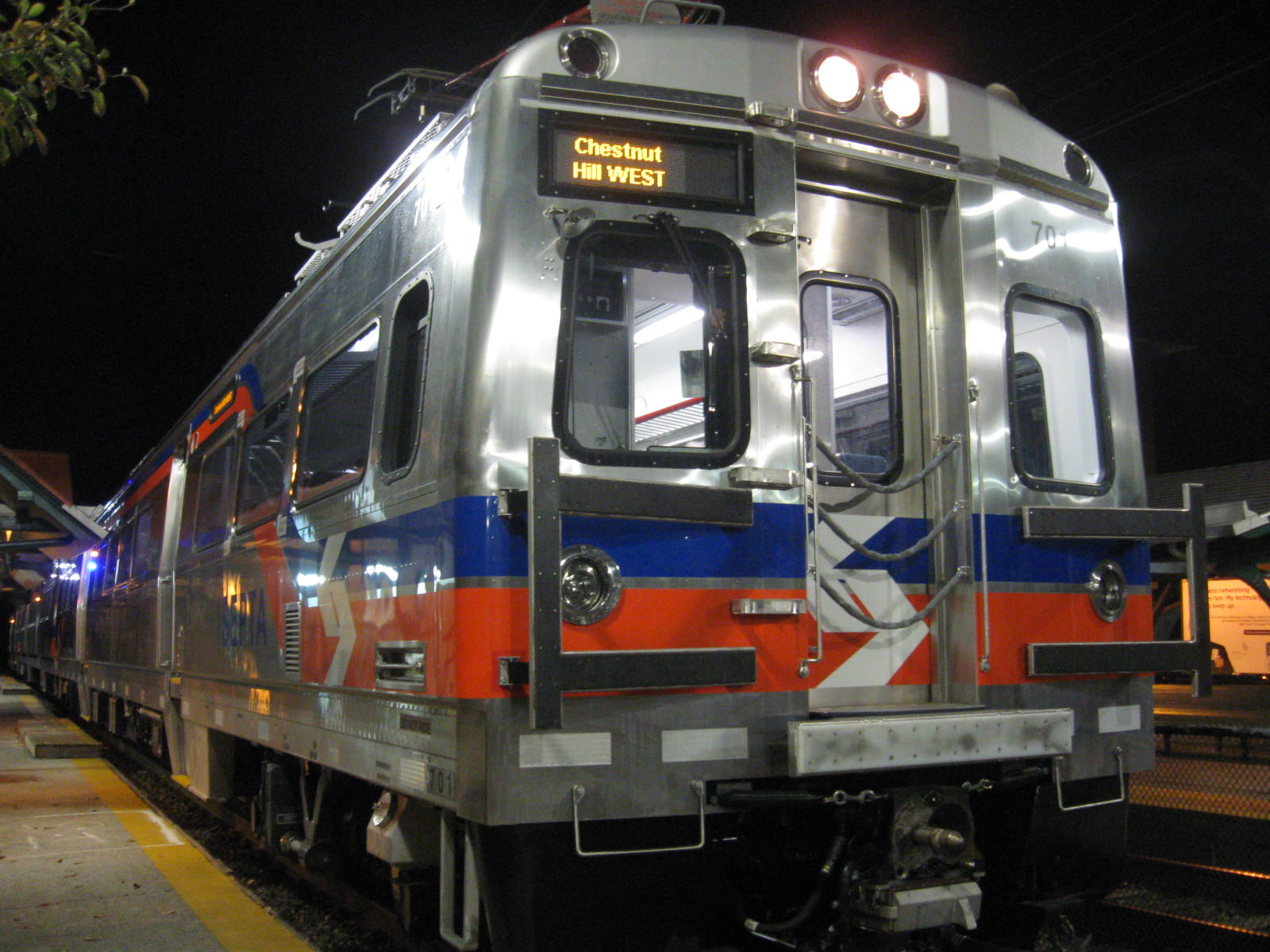
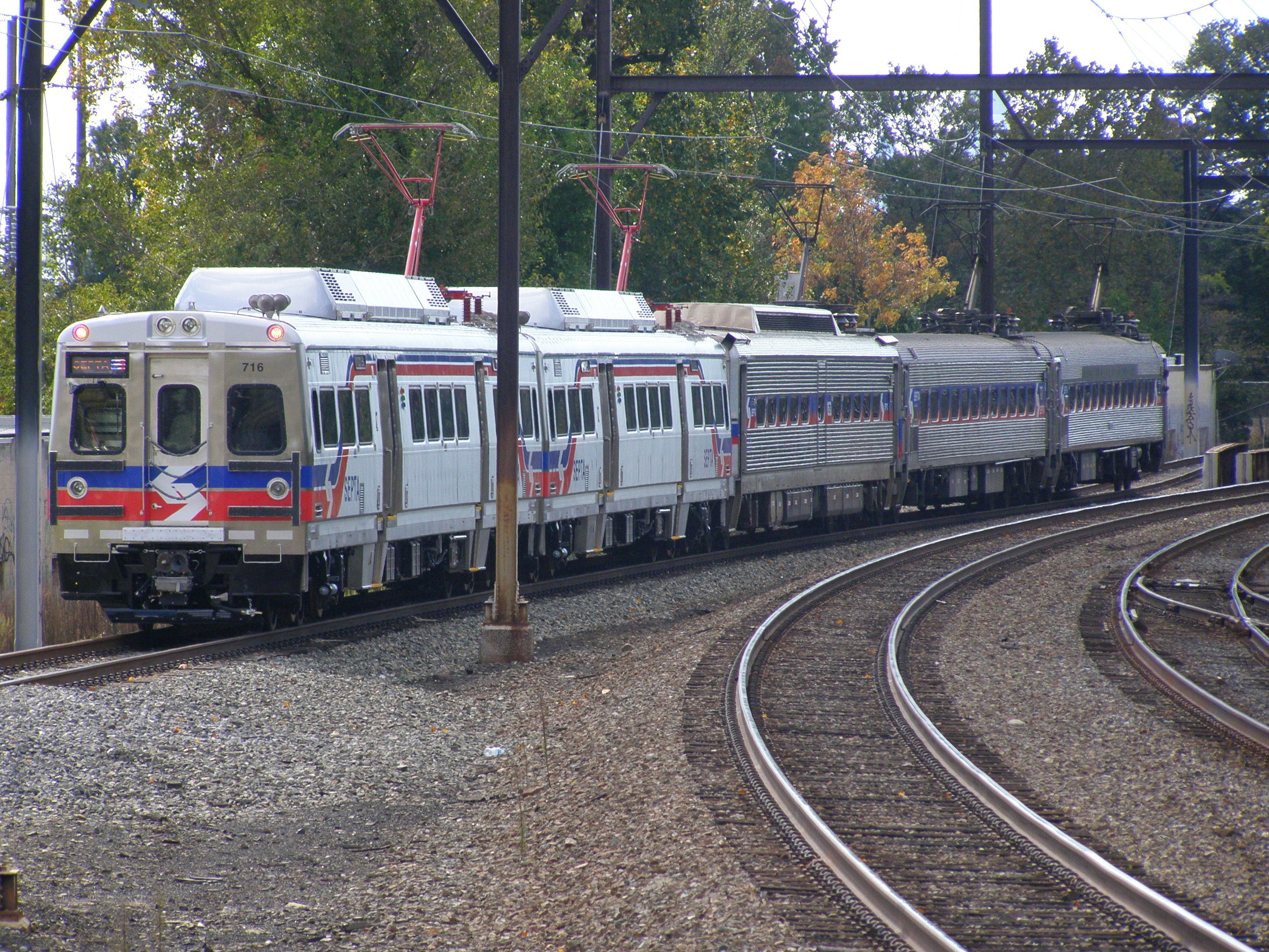

## 같이 보기
- 지하철 목록